# Шмаков, Сталь Анатольевич
Сталь Анатольевич Шмаков (17 января 1931, Новосибирск — 9 апреля 2000, Липецк) — советский учёный в области педагогики, доктор педагогических наук, профессор ЛГПУ.
Основные труды по разработке теории досуга молодёжи и его педагогических основ, изучению игры как феномена культуры, концепции коллективной творческой деятельности школьников в сфере свободного времени. По его творческим проектам было создано 2 крупнейших лагеря детского отдыха в России: Всероссийский пионерский лагерь ЦК ВЛКСМ «Орлёнок» (открыт в 1961) и круглогодичный пионерский лагерь НЛМК «Прометей» (1975). При его участии созданы также издания «Педагогический калейдоскоп» (газета, 1992) и журнал «Мир образования» (1996).
Автор более 10 книг и множества статей. Труды изданы в России, Германии, Албании, Польше, Чехии, Австрии, Италии и Китае. «Заслуженный учитель России» (1991), кавалер 48 правительственных и ведомственных наград, в том числе Чехии, Польши, ГДР.

## Биография
Родился в семье служащих (экономистов). Его и брата Радия пришлось большей частью воспитывать матери — Анне Ивановне Смышляевой (дожила до 1992 года), поскольку отец в 1936 году был арестован, а в апреле 1938 года расстрелян (позже реабилитирован).
Рано проявил педагогические способности: в возрасте 13 лет в 1944 году стал старшим вожатым пионерского лагеря им. К. Заслонова, затем — старшим вожатым школы № 30 Новосибирска. Вместе с братом в 1948 году закончил новосибирскую среднюю (мужскую) школу.
- С 1948 по 1952 гг. — студент Новосибирского государственного педагогического института (куда поступил на факультет русского языка и литературы, окончил его экстерном (в 1950) и перевёлся на факультет истории и психологии).
- С 1952 по 1955 гг. — преподаватель русского языка, литературы, истории, психологии, логики, завуч и директор Северной средней школы Северного района Новосибирской области, располагавшейся в глухой заболоченной тайге в селе Северное, куда ссылали «врагов народа» и детей, чьи родители приговаривались к расстрелу по «политическим статьям».

«В каждой партии были дети без родителей. Мальчики и девочки из разорённых человеческих гнёзд. Ссыльные дети с изувеченной судьбой. В лагерях и тюрьмах, в специальных детских домах таких всё же одевала, обувала, пусть в отрепья, их кормила и поила, не уточняю чем, могущественная система ГУЛАГа. В ссылке же они были предоставлены самим себе».

В сибирской школе вместе с ним работали спецпереселенцы: жена Николая Рябушинского, сын Саввы Морозова, брат Керенского.
- В 1954 г. издана первая книга С. А. Шмакова — «Использование наследия А. С. Макаренко».
- С 1955 по 1958 г.г. учился в аспирантуре у члена-корреспондента Академии педагогических наук РСФСР, профессора Ю. В. Шарова, защитил канд. дисс. «Ролевые игры в деятельности пионерской организации» (1958).
- В 1957 г. разработал проект и концепцию Всероссийского пионерского лагеря ЦК ВЛКСМ «Орлёнок» (открыт в 1961 г.)
- В 1961 г. работал в Финляндии, создавал пионерскую организацию «Молодая трава Суоми». После знакомства с липецким педагогом-новатором К. А. Москаленко (1963) переехал в Липецк.[3]
- С 1963 г. работал в Липецком государственном педагогическом институте доцентом, деканом, заведующим кафедрой, профессором.
- С 1958 по 1992 гг. был членом редколлегии журнала ЦК ВЛКСМ «Вожатый».
- С 1963 по 1993 г.г. руководил педагогическим клубом студентов и учителей Липецкой области «Радуга».
- С 1974 г. работал в средней школе № 24 г. Липецка учителем специальных предметов, с 1976 г. по 1991 гг. руководил лабораторией «Досуг школьника» на основе данной школы. На материалах опытной работы школы защищено 5 кандидатских диссертаций (В. В. Дружинин, Ю. П. Канищев, О. А. Панченко, Л. И. Иванова, Л. А. Затуливетер), 12 дипломных работ (Н. Воронина, И. Апет и другие).
- В 1975 г. разрабатывал и сопровождал проект строительства круглогодичного лагеря НЛМК «Прометей» (500 детей в одну смену — крупнейший в Липецкой области, открыт 11.06.1977[4]), готовил концепцию его деятельности.
- В 1976 г. выступал с лекциями в университетах Чехословакии и Польши.
- С 1985 г. заведовал кафедрой теории и методики воспитательной работы, социальной педагогики ЛГПИ.
- В 1992 г. создал проект «Педагогический калейдоскоп», по которому работали Российская газета и издательство «Новая школа» (1-е место среди педагогической прессы России, 1995 г.).
- В 1996 г. участвовал в создании проекта российского педагогического журнала «Мир образования» (1-е место среди педагогических журналов, России, 1998 г.).
- С 1996 г. был председателем экспертного совета Госкомитета России по делам молодёжи по вопросам организации отдыха, оздоровления детей, подростков, молодёжи, поддержки инновационных программ и проектов.

## Научный вклад
В составе научно-педагогического вклада С. А. Шмакова отмечают:
- разработку теории досуга молодёжи и его педагогических основ;
- системное исследование игры как феномена культуры;
- создание концепции коллективной творческой деятельности школьников в сфере свободного времени;
- использование ролевой игры как дидактического средства моделирования действительности;
- создание концепции учебных творческих сборов;
- системное рассмотрение традиционных праздников учащихся;
- исследование структуры свободного времени, в том числе школьных каникул;
- создание концепции взаимодействия детских, подростковых, юношеских организаций, ассоциаций, общностей со школой и личностью.

### Книги
- Шмаков С. А. Использование наследия А. С. Макаренко: (Из опыта классного руководителя) / С. А. Шмаков, учитель Сев. сред. школы Новосиб. обл. ; Новосиб. обл. ин-т усовершенствования учителей. — Новосибирск : Кн. изд-во, 1955. — 23 с.;
- Шмаков С. А. У штурвала добрых дел. — Новосибирск : Кн. изд-во, 1962. — 35 с.; 20 см.
- Шмаков С. А. Снежная республика. — [Новосибирск] : [Кн. изд-во], [1962]. — 87 с. : ил.; 20 см.
- Шмаков С. А. Ребячьи сердца зажигать: (Записки вожатого) / Канд. пед. наук С. А. Шмаков. — Москва : Знание, 1963. — 47 с.; 22 см.
- Шмаков С. А. Игра и дети. — Москва: Знание, 1968. — 64 с.; 22 см. На обл.: Нар. ун-т. Пед. фак.
- Лето в лагере / С. А. Шмаков. — М. : Знание, 1970. — 51 с.
- От игры к самовоспитанию / Е. М. Гельфан, С. А. Шмаков . — 2-е изд. — М. : Педагогика, 1971. — 103 с.
- Шмаков С. А. … Потехе час : [Проблема свободного времени]. — Москва : Знание, 1975. — 95 с. : ил.; 16 см. — (Народный университет. Педагогический факультет; 8).
- Гражданином быть обязан / С. А. Шмаков. — М. : Знание, 1982. — 96 с.
- Волшебное слово «сам» / С. А. Шмаков. — М. : Мол. гвардия, 1988. — 124 с. ISBN 5-235-00725-5
- Её величество — игра : забавы, потехи, розыгрыши для детей, родителей, воспитателей / С. А. Шмаков. — М. : NB Магистр, 1992. — 160 с.
- Досуг школьника : проблемы, прогнозы, секреты, подсказки, калейдоскоп развлечений / С. А. Шмаков. — Липецк : Ориус, 1993. — 191 с.
- Игры-шутки, игры-минутки / С. А. Шмаков. — М. : Новая школа, 1993. — 112 с. ISBN 5-7301-0013-2
- Лето: (вопросы — ответы, подсказки — советы) / С. А. Шмаков. — М. : NB Магистр, 1993. — 144 с.
- Игры-потехи, забавы-утехи / С. А. Шмаков. — Липецк : Ориус, 1994. — 127 с.
- Игры учащихся — феномен культуры / С. А. Шмаков. — М. : Новая школа, 1994. — 238 с. ISBN 5-7301-0064-7
- Каникулы : прикл. энциклопедия : учителю, воспитателю, вожатому / С. А. Шмаков. — М. : Новая школа, 1994. — 156 с. ISBN 5-7301-0003-0
- Лето, каникулы, лагерь : экспресс-учеб. пособие : учителю, воспитателю, вожатому / С. А. Шмаков. — Липецк : Ориус, 1995. — 142 с.
- От игры к самовоспитанию : сб. игр-коррекций Архивная копия от 10 июля 2019 на Wayback Machine / С. А. Шмаков, Н. Я. Безбородова. — М. : Новая школа, 1995. — 76 с.
- Нетрадиционные праздники в школе / С. А. Шмаков. — М. : Новая школа, 1997. — 336 с. ISBN 5-7301-0326-3
- Шмаков С. А. Игры в слова и со словами. — М.: АСТ : Астрель, 2000. — 204 с.; 20 см; ISBN 5-271-00139-3
- Шмаков С. А. Дети на отдыхе : Приклад. «энцикл.» : Учителю, воспитателю, вожатому — 2. изд., доп. — М., 2001. — 173, [1] с.; 21 см; ISBN 5-94307-006-0
- Летний лагерь : вчера и сегодня : метод. пособие / С. А. Шмаков. — Липецк : Инфол, 2002. — 384 с. ISBN 5-94570-052-5
- Шмаков С. А. Игры, развивающие психические качества личности школьника : Метод. пособие. — М.: ЦГЛ, 2003. — 110, [1] с.; 20 см. — (Серия «Педагогическое наследие»); ISBN 5-94916-023-1
- Шмаков С. А. Учимся, играя… : Метод. пособие. — М.: ЦГЛ, 2003 (ГП Владимир. книж. тип.). — 125, [2] с.; 20 см. — (Серия «Педагогическое наследие»).; ISBN 5-94916-022-3
- Игры-шутки, игры-минутки Архивная копия от 24 августа 2019 на Wayback Machine / С. А. Шмаков. — Анадырь : Электрома ; Липецк, 2008. — 121 с.
- Шмаков С. А. Нетрадиционные праздники в школе / С. А. Шмаков. — Москва : ЦГЛ, 2005. — 331, [1] с. : ил.; 21 см; ISBN 5-94916-051-7
- С любовью, Сталь : размышления, науч. тр., публицистика, поэзия проф. С. А. Шмакова и воспоминания о нём / отв. ред. Л. П. Шопина. — Липецк : ЛГПУ, 2008. — 463 с. ISBN 978-5-88526-354-2

### Диссертации
- Шмаков С. А. Игра в системе работы пионерской организации имени В. И. Ленина : Автореферат дис. на соискание учёной степени кандидата педагогических наук / Акад. пед. наук РСФСР. Ин-т теории и истории педагогики. — Новосибирск : [б. и.], 1961. — 21 с.; 20 см.
- Шмаков С. А. Игра учащихся как педагогический феномен культуры : дисс. … доктора педагогических наук : 13.00.01. — Москва, 1997. — 409 с.

## Признание и награды
За успешную работу по воспитанию подрастающего поколения С. А. Шмаков был награждён 48-ю правительственными и ведомственными наградами, а также медалями Чехии, Польши, ГДР.
Он лауреат ряда премий в области педагогики и журналистики:
- В. Скороходова (журналистика, 1984 г.),
- Я. Корчака (1988 г.),
- К. Д. Ушинского (1991 г.),
- А. С. Макаренко (1988 г.) (все — по воспитанию и педагогике).

В 1991 г. С. А. Шмакову было присвоено звание «Заслуженный учитель России».
«Мосфильм» снял о нём документальный фильм «Сельский учитель».

## Память

Памятная доска в Липецке

- Главой администрации города Липецка учреждена премия имени С. А. Шмакова (2000).
- Его имя носит Дом Детского Творчества «Городской» города Липецка.
- В средней школе № 24 города Липецка в память о С. А. Шмакове с 2000 года действует музей педагогических классов, выпускники которых выбирали учительскую профессию.
- В Липецке и Новосибирске проводятся «Шмаковские чтения»[6].
- В Липецке проводится открытый фестиваль игровых программ «Весёлая Карусель», созданный по проекту С. А. Шмакова[7].
- В честь Шмакова названа улица в Новосибирске.